# Heraclia houyjensis
Heraclia houyjensis là một loài bướm đêm trong họ Noctuidae.